# Hollywood Vampires
Hollywood Vampires — американская супергруппа, основанная в 2015 году Элисом Купером, Джонни Деппом и Джо Перри. Основной идеей, которую преследовали при создании группы её основатели, было возрождение духа и атмосферы «The Hollywood Vampires» — знаменитого питейного клуба, существовавшего в 1970-х годах. Тогда вместе с Купером в основной состав клуба входили Кит Мун, Джон Леннон, Ринго Старр, Микки Доленз, Берни Топин и Гарри Нилссон.
В 2015 году группа выпустила одноимённый студийный альбом, основу которого составили кавер-версии хитов преимущественно 70-х годов авторства людей, непосредственно входивших в компанию Купера либо упомянутый «клуб». В записи альбома среди прочих приняли участие Пол Маккартни, Кристофер Ли, Дэйв Грол, Робби Кригер и Джо Уолш. Доходы от пластинки направлены в благотворительную организацию musiCares.
Купер и Перри обсуждали планы будущего концертного альбома, заявив, что расписание Деппа работает иначе, чем их. Выход альбома намечается на апрель 2019 года.
Вторая полноформатная пластинка получила название Rise. Появилась она 21 июня 2019 года на лейбле earMUSIC. Если первый одноимённый альбом в основном состоял из кавер-версий на классические хиты The Who, Led Zeppelin, The Doors и других групп, то на Rise коллектив выпустил песни собственного сочинения. Главным хитом с этого альбома стала песня Heroes. 

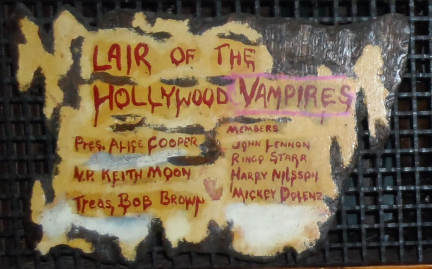
Мемориальная табличка в баре Rainbow в Западном Голливуде в память о питейном клубе.

## Концертные выступления
Дебютные концерты группы состоялись в ночном клубе Roxy Theatre (Западный Голливуд) в Лос-Анджелесе 16 и 17 сентября 2015 года. К трём основным участникам на сцене в качестве гостей присоединялись Гизер Батлер, Том Морелло, Перри Фаррелл, Зак Старки и Ke$ha, а также Мэрилин Мэнсон во вторую ночь.
На следующей неделе, 24 сентября 2015 группа выступила на Rock in Rio, где делила одну сцену с хедлайнерами System Of A Down. Выступление транслировалось на AOL.
В феврале 2016 года группа выступила на церемонии вручения Грэмми, почтив память Лемми, который умер в декабре 2015 года. Группа также объявила о своем первом концертном туре, начавшемся 24 мая с Тернинг Стон Резорт Казино.
Весной 2018 года Hollywood Vampires посетила Россию и выступила 28 мая в Москве, в Олимпийском и 30 мая в Санкт-Петербурге, в Ледовом Дворце.
В июне 2022 года группа объявила о начале нового тура, который прошёл в Европе (5 концертов в Германии, по одному в Люксембурге и Турции). Даты назначены на июнь 2023 года, в гастролях приняли участие Джо Перри, Элис Купер, Джонни Депп и Томми Хенриксен.

## Состав

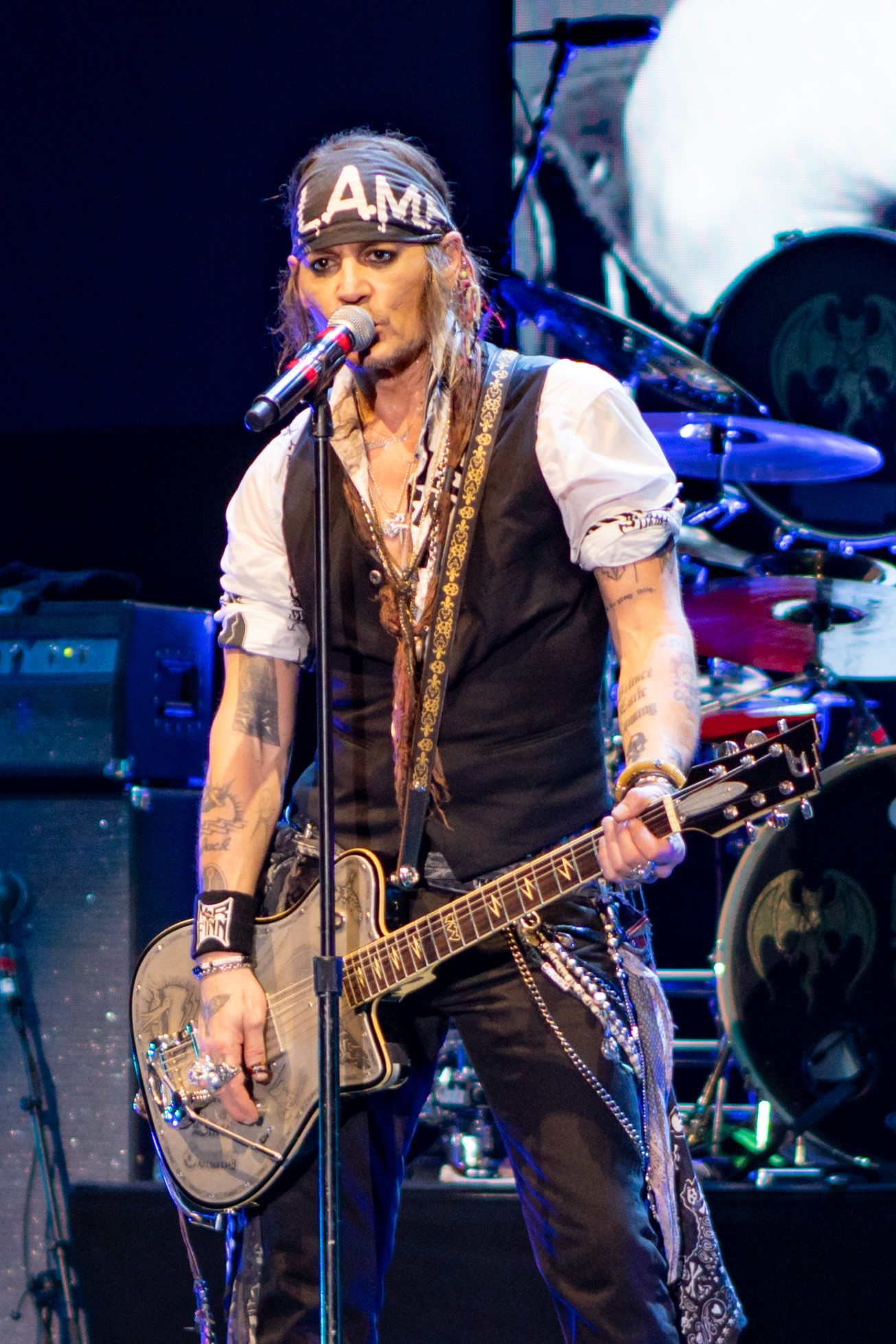
Джонни Депп. Уэмбли, 2018 год

### Текущий состав
- Элис Купер — вокал, гармоника (2015—наши дни)
- Джонни Депп — гитара, бэк-вокал (2015—наши дни)
- Джо Перри — гитара, бэк-вокал (2015—наши дни)
- Томми Хенриксен[англ.] — гитара, клавишные, бэк-вокал (2015—наши дни)

### Текущие сессионные музыканты
- Томми Хенриксен — гитара, бэк-вокал (2015)
- Глен Собел — ударные (2017-наши дни)
- Крис Уайз — бас-гитара (2018-наши дни)
- Бак Джонсон — клавишные (2018-наши дни)

### Сессионные музыканты
- Дафф Маккаган — бас-гитара, бэк-вокал (2015—2016)[14]
- Кеша — вокал и бэк-вокал (2015)
- Лиззи Хейл — гитара, бэк-вокал (2015)
- Брэд Уитфорд — гитара (2017)
- Мэтт Сорум — ударные (2015—наши дни)
- Роберт Делео — бас-гитара (2016—наши дни)[14]

## Дискография
- Hollywood Vampires[англ.] (2015)
- Rise[англ.] (2019)[15]